# Nidaveen
Het Nidaveen (Lets: Nidas purvs) is een hoogveen in het Natuurpark Pape, Letland. Het veen ligt tussen Nida en Pape en heeft een oppervlakte van 2433 ha. Het Nidaveen ligt enkele meters onder zeeniveau. Het veen was vroeger een lagune en is verland doordat er tussen 5500 jaar en 4500 jaar geleden sediment zich opstapelde. 4300 jaar geleden ontstond er door de opstapeling van veen en het groeien van mos een laag- en later hoogveen. De veenlaag is nu ongeveer vier tot zeven meter dik.
Het ecosysteem van het Nidaveen wordt verslechterd door inpoldering en door turfwinning. Om het natuurgebied te behouden is de turfwinning gestopt, zijn de sloten vervangen door dijken en wordt de grond aantrekkelijker gemaakt voor vogels.
Het veen is een Ramsarlocatie en wordt zowel nationaal als internationaal beschermd.